# A Sun That Never Sets
A Sun That Never Sets es el séptimo álbum de estudio de la banda estadounidense Neurosis. El álbum fue premiado obteniendo el lugar #18 en el top 100 de álbumes de la década en la revista Decibel Magazine. La banda lanzó un DVD de larga duración, el cual se incluye en el álbum.

## Lista de canciones
| N.º | Título                     | Duración |  |
| 1.  | «Erode»                    | 1:50     |  |
| 2.  | «The Tide»                 | 8:49     |  |
| 3.  | «From the Hill»            | 9:27     |  |
| 4.  | «A Sun That Never Sets»    | 5:00     |  |
| 5.  | «Falling Unknown»          | 13:12    |  |
| 6.  | «From Where Its Roots Run» | 3:43     |  |
| 7.  | «Crawl Back In»            | 6:51     |  |
| 8.  | «Watchfire»                | 8:28     |  |
| 9.  | «Resound»                  | 1:27     |  |
| 10. | «Stones from the Sky»      | 9:47     |  |

## Créditos

### Neurosis
- Scott Kelly – guitarra, voz
- Noah Landis ;– teclado, samples, manipulación de sonido
- Jason Roeder – batería
- Steve Von Till - guitarra, voz
- Dave Edwardson - bajo, segunda voz

Músicos adicionales
- Kris Force - violín, viola

### Producción
- Chris Manfrin - ingeniero de sonido, asistente
- Greg Norman – ingeniero asistente
- John Golden - masterización
- Steve Albini - ingeniero, productor